# Turn Off the Light, Vol. 1
Turn Off the Light, Vol. 1 (estilizado em letras maiúsculas) é o terceiro extended play (EP) e o primeiro corpo de trabalho com tema de Halloween da cantora e compositora alemã Kim Petras. Foi lançado em 1 de outubro de 2018 através de seu próprio selo, BunHead. Petras começou a promover o EP em meados de setembro, postando fotos muito editadas no Instagram de si mesma, de acordo com a revista Paper, "estilizada como uma fantasia sexy de anjo da Victoria's Secret/garota de Hades/garota gótica/gótica do ensino médio. Mais tarde, ela postou no Twitter que "não podia esperar para compartilhar" uma colaboração com a mãe de todas as trevas, Elvira. O lançamento de duas prensas de vinil foram lançados em 20 de setembro de 2019: um vinil "redemoinho de galáxia rosa e branco", exclusivo da Urban Outfitters nos EUA, e uma prensa neon rosa, que é um lançamento geral de varejo.

## Fundo
A ideia para o projeto veio com a música "Close Your Eyes". Em uma entrevista para a revista Cosmopolitan, Kim disse o seguinte: "Eu pensei que a música era uma liderança forte, então eu queria fazer um projeto com sons semelhantes. Ao longo do caminho, ficamos tipo 'Espere, existem álbuns de Halloween ou EPs ou...?' É aí que estávamos confusos - nós meio que percebemos que não havia basicamente nada! Há muitas músicas natalina, mas meu feriado favorito é o Halloween, então essa é realmente a razão por trás disso."
Em uma entrevista para a revista Out sobre a mixtape, ela disse os seguintes fatos: "eu adoro ficar chapada e ouvir na íntegra, é um novo lado de Petras, cuja música até agora tem sido 'muito brilhante e chiclete', que eu amo... mas eu amo todos os tipos de música e tenho lados diferentes para mim. E sinto que é dessa maneira que mostro às pessoas que não sou apenas extremamente açucarada, mesmo que tenha momentos realmente açucarados."

## Elogios
| Publicação | Elogio                                           | Classificação | Ref.  |
| ---------- | ------------------------------------------------ | ------------- | ----- |
| Idolator   | Os 20 melhores EPs, mixtapes e playlists de 2018 | 13            | [ 7 ] |

## Temática musical
O EP é fortemente inspirado pelo Halloween, e conta a segunda metade de uma história que é concluída no álbum Turn Off the Light (2019). As faixas contam a história de um relacionamento monstruoso, no qual nenhum deles sai vivo, mas encontra vida após a morte.
O álbum tem uma sensação de synth-pop dos anos 80, porque foi inspirado nos filmes de terror dos anos 80 - os favoritos de Kim. Uma grande inspiração para este projeto também foram as trilhas sonoras para filmes do gênero terror, como It Follows e Halloween.
As obras de arte utilizadas para a divulgação do EP foram feitas pelo artista visual Lucas David, incluindo sua capa.

## Conteúdo lírico
O EP começa com "Omen", inspirado na trilha sonora de Halloween, e contém uma "produção sinistra" e "vocais celestiais" de Petras antes de passar para "Close Your Eyes", chamado de "zombie-fied banger" com um "racing beat" pela Idolator. "TRANSylvania" não apresenta muitos vocais de Petras, mas inclui um "baixo latejante e efeitos sonoros assombrosos". A faixa-título "Turn Off the Light" inspirou-se no álbum de Britney Spears, Blackout e apresenta letras sobre "amor perigoso" e uma participação de Elvira, a Rainha das Trevas, que afirma: "Abrace seu medo, não ouse correr. Só então você será o que você deve se tornar." "Tell Me It's a Nightmare" também diz respeito ao tema do amor perigoso, enquanto "I Don't Wanna Die..." é uma música "sintetizada" que, segundo o Idolator, pode ser ouvida em clubes. "In the Next Life" é uma faixa de "dark pop" e um "banger eletricamente beijado", enquanto fecha com a faixa "Boo! Bitch!", contendo os mesmos elementos de "I Don't Wanna Die..." 

## Alinhamento de faixas
Créditos adaptados do Genius.
| N.º            | Título                                                                 | Compositor(es)                                        | Produtor(es)                | Duração |  |
| 1.             | "Omen"                                                                 | Kim Petras Aaron Joseph Lukasz Gottwald Vaughn Oliver | Made in China Oliver        | 1:39    |  |
| 2.             | "Close Your Eyes"                                                      | Petras Joseph Gottwald Jesse Saint John Sarah Hudson  | Made in China Joseph        | 3:55    |  |
| 3.             | "Transylvania"                                                         | Petras Joseph Gottwald Oliver                         | Made in China Oliver        | 2:59    |  |
| 4.             | "Turn Off the Light" (com participação de Elvira, a Rainha das Trevas) | Petras Joseph Gottwald John Hudson                    | Made in China Joseph        | 3:11    |  |
| 5.             | "Tell Me It's a Nightmare"                                             | Petras Joseph Gottwald John Hudson                    | Made in China Joseph        | 4:08    |  |
| 6.             | " I Don't Wanna Die..."                                                | Petras Joseph Gottwald Oliver                         | Made in China Oliver        | 2:06    |  |
| 7.             | "In the Next Life"                                                     | Petras Joseph Gottwald John Hudson                    | Made in China Joseph Oliver | 3:44    |  |
| 8.             | "Boo! Bitch!"                                                          | Petras Joseph Gottwald Oliver                         | Made in China Oliver        | 1:21    |  |
| Duração total: | Duração total:                                                         | Duração total:                                        | Duração total:              | 21:43   |  |

Notas
- "Omen" é estilizado como "o m e n".
- "Transylvania" é estilizado como "TRANSylvania".
- "I Don't Wanna Die..." é estilizado em caixa alta e caixa baixa em algumas plataformas e em minúsculas em outras.
- "Boo! Bitch!" contém sample de "Heart to Break", canção de Petras.

## Desempenho nas tabelas musicais
| Tabela musical (2018)                         | Melhor posição |
| --------------------------------------------- | -------------- |
| Estados Unidos (Billboard Independent Albums) | 45             |
| Estados Unidos (Billboard Top Heatseekers)    | 21             |

## Histórico de lançamento
| Região | Data              | Formato                          | Gravadora | Ref.                 |
| ------ | ----------------- | -------------------------------- | --------- | -------------------- |
| Vários | 1 de outubro 2018 | download digital streaming vinil | BunHead   | [ 16 ] [ 17 ] [ 18 ] |

## Curiosidades
- Todas as faixas seguem para a próxima música.
- Nenhum dos singles anteriores de Kim é apresentado neste EP.
- Kim Petras não tinha singles para promover este EP.
- Mesmo sendo apresentado como um EP, Kim anunciou o projeto como uma mixtape.